# Folgaria
Folgaria är en ort och kommun i provinsen Trento i regionen Trentino-Sydtyrolen i Italien. Kommunen hade 3 158 invånare (2018).